# Rudolf Schlegelmilch
Rudolf Schlegelmilch (* 7. September 1931 in Arnstadt; † 21. Dezember 2018 in Aalen) war ein deutscher Physiker und Paläontologe.

## Studium
Schlegelmilch studierte Physik in Jena und Berlin, promovierte 1967 an der TU Berlin (Dissertation: Rekombinationsvorgänge bei der Elektrolumineszenz der Zinksulfid-Phosphore) und war danach bei Carl Zeiss in Oberkochen Projektleiter für astronomische Großinstrumente. Nebenbei beschäftigte er sich mit Paläontologie. Er kündigte 1991 bei Zeiss und widmete sich ganz der Fossilienkunde.

## Forschung
Schlegelmilch wurde für mehrere Standardwerke über Ammoniten des süddeutschen Jura bekannt. Er war (unter anderen, etwa Fritz Sauter und Ulrich Sauerborn) an der Einrichtung des geologisch-paläontologischen Museums (Urweltmuseum) in Aalen beteiligt, das 1977 eröffnet wurde. Das Urweltmuseum befindet sich im Historischen Rathaus mit dem Spionturm. Das Museum wird von der Geologengruppe Ostalb getragen und ist Teil des Geoparks Schwäbische Alb.
1974 leitete er die 45. Jahrestagung der Internationalen Paläontologischen Gesellschaft in Aalen.
Für seine Verdienste um die Paläontologie erhielt er 1986 die Zittel-Medaille. 2006 erhielt er das Verdienstkreuz am Bande der Bundesrepublik Deutschland.

## Schriften
- Die Ammoniten des süddeutschen Malms: Ein Bestimmungsbuch für Fossiliensammler und Geologen. G. Fischer, Stuttgart 1994, ISBN 978-3-8274-3102-8.
- Die Ammoniten des süddeutschen Lias: Ein Bestimmungsbuch für Fossiliensammler und Geologen. G. Fischer, Stuttgart, 1976; 2. Auflage 1992, ISBN 978-3-8274-3098-4.
- Die Ammoniten des süddeutschen Doggers: Ein Bestimmungsbuch für Fossiliensammler und Geologen. G. Fischer, Stuttgart, 1985, ISBN 978-3-8274-3104-2.
- Die Belemniten des süddeutschen Jura: Ein Bestimmungsbuch für Fossiliensammler und Geologen. G. Fischer, Stuttgart, 1998, ISBN 978-3-8274-3082-3.